# Atsimo-Atsinanana
Atsimo-Atsinanana är en region i Madagaskar. Den ligger i den södra delen av landet, 500 km söder om huvudstaden Antananarivo. Antalet invånare är 621 200. Arean är 18 863 kvadratkilometer.
Atsimo-Atsinanana delas in i:
- Farafangana
- Vangaindrano
- Sakaraha

Följande samhällen finns i Atsimo-Atsinanana:
- Vohipaho
- Vangaindrano
- Vondrozo
- Manato